# Nikola Jurišić

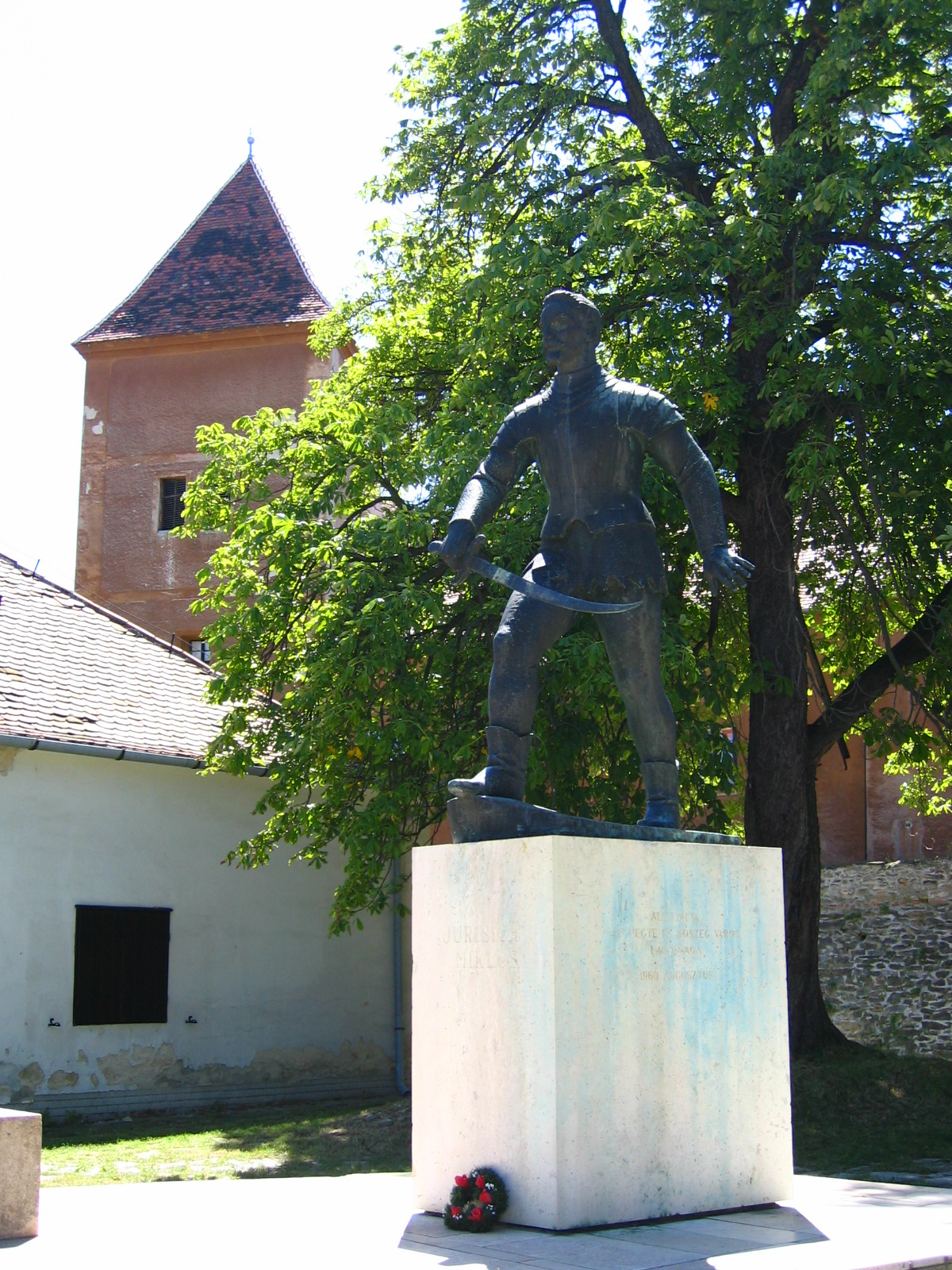
Pomnik Nikoli Jurišicia w Kőszeg

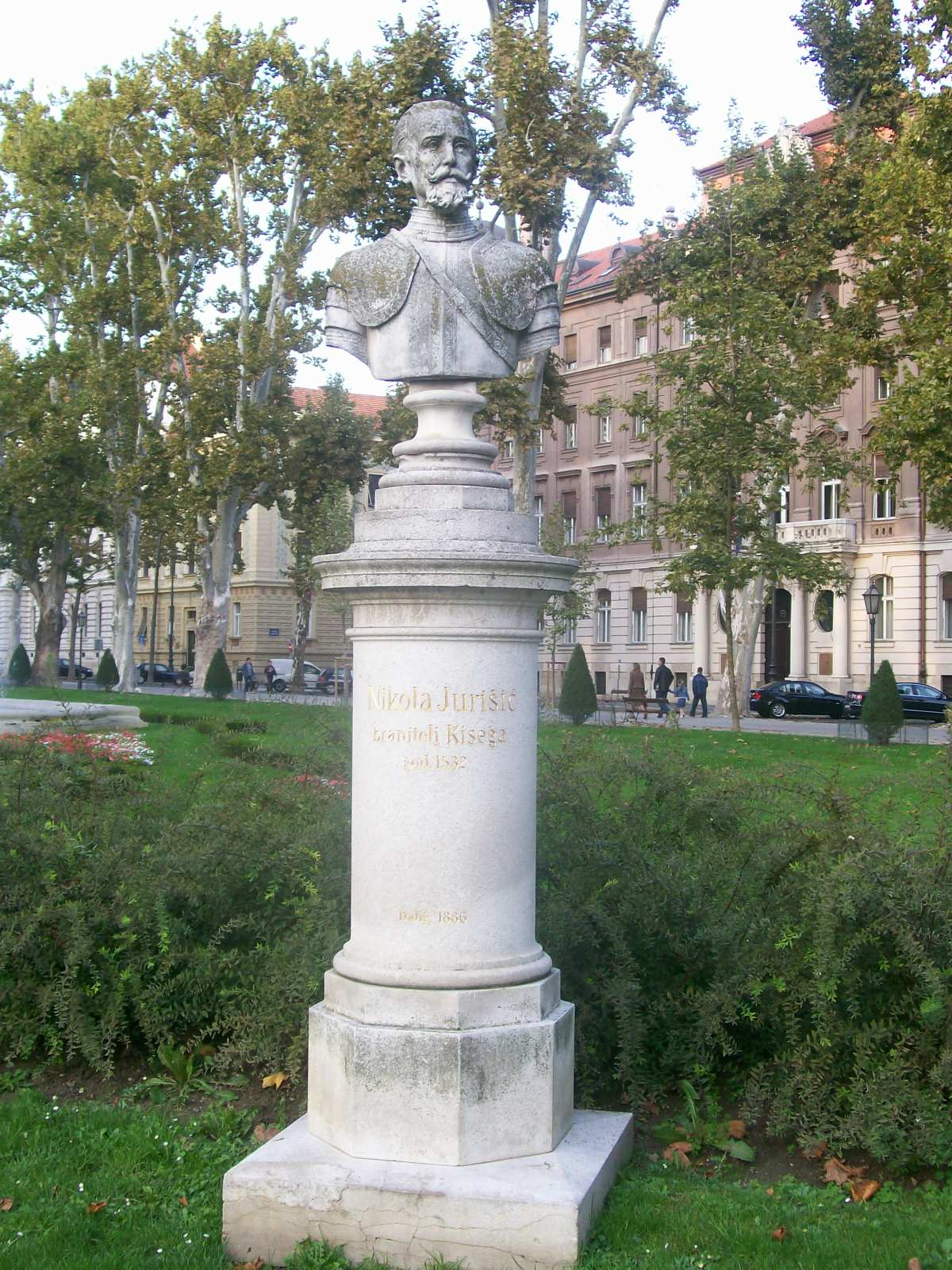
Pomnik Nikoli Jurišicia w Zagrzebiu

Nikola Jurišić (węg. Jurisics Miklós; ur. w 1490 r. w Senju, zm. w 1545 r. w Kőszeg) – chorwacki szlachcic, dowódca wojskowy i dyplomata w służbie króla Ferdynanda I Habsburga.
Po bitwie pod Mohaczem (1526) stanął w szeregach węgierskiego stronnictwa magnackiego, optującego za obraniem na króla Węgier austriackiego arcyksięcia Ferdynanda. Później posłował do Konstantynopola w celu negocjowania warunków pokoju z Imperium Osmańskim.
W 1529 r. dowodził oddziałami wojsk z terenów chorwackiej Krajiny, idącymi na pomoc Wiedniowi oblężonemu przez Turków. Najbardziej wsławił się w 1532 r., kiedy dysponując niespełna 800 żołnierzami, bez dział, przez 25 dni kierował obroną węgierskiego miasta Kőszeg przed liczącymi co najmniej 120 tys. ludzi wojskami tureckimi sułtana Sulejmana Wspaniałego. Za ten wyczyn został obdarowany przez Ferdynanda I tytułem barona.
Imię Jurišicia nosi m.in. plac w Kőszeg i jedna z ulic w Zagrzebiu.